# Cộng hòa Conch

Quốc kỳ.

Cộng hòa Conch hay Cộng hòa Ốc Xà Cừ là một vi quốc gia tại thành phố Hòn đảo Tây (Key West), thực sự thuộc về Florida (Hoa Kỳ). Tên này được sử dụng lần đầu tiên khi các Hòn đảo Florida "li khai" khỏi nước Mỹ trong cuộc biểu tình ngày 23 tháng 4 năm 1982. Tên này vẫn là khẩu hiệu trong ngành du lịch, và được sử dụng trong những quảng cáo Hòn đảo Tây trên truyền hình. Hòn đảo Tây tổ chức Ngày Độc lập Cộng hòa Conch vào ngày 23 tháng 4 mỗi năm; trong tuần đó có nhiều tổ chức bao gồm các tiệm trong thành phố. Website của Cộng hòa Conch, hình như được đăng ký là công ty tư nhân bởi "Tổng thư ký" tự bổ nhiệm Peter Anderson, được thiết lập năm 1996. Website này bán "hộ chiếu" và cho rằng Cộng hòa này là quốc gia độc lập thật.
Tuy những hoạt động này được coi là vui đùa, nhưng nó bắt nguồn từ những vấn đề thật. Cuộc biểu tình đầu tiên do Lực lượng Biên phòng Hoa Kỳ dựng lên rào chắn và trạm kiểm soát, làm bất tiện lắm cho dân Hòn đảo và làm hại ngành du lịch ở vùng này. Cộng hòa Conch không bao giờ là phong trào li khai thật, nhưng nhiều dân Hòn đảo Tây tiếp tục đồng cảm với những lý do của cuộc biểu tình đầu tiên, theo họ nó chống lại chính phủ trung ương "không quan tâm" hành động trước khi nghĩ đến các kết quả. Ít nhất ba cuộc biểu tình liên quan đã xảy ra sau khi sự kiện đầu tiên.

## Sự kiện đầu tiên

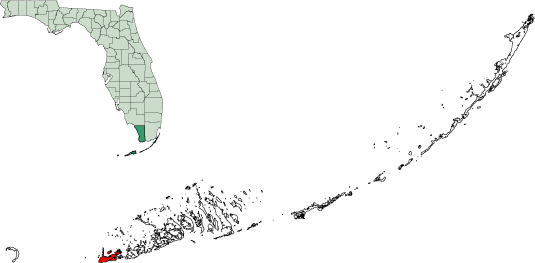
Bản đồ Florida với Quận Monroe được tô đậm màu xanh (trái/trên) và các Hòn đảo Florida với Hòn đảo Tây được tô đậm màu đỏ (dưới)

Năm 1982, Lực lượng Biên phòng xây rào chắn và trạm kiểm soát trên Xa lộ 1 ngay về phía bắc của nơi mà Quận lộ 905A (Quận Monroe / Quận Miami-Dade) chạy vào Xa lộ 1 (đây là hai đường duy nhất nối các Hòn đảo Florida với đất liền), đằng trước Last Chance Saloon, ngay về phía nam của Thành phố Florida. Xe cộ bị chặn và cảnh sát tìm cho ma túy và nhập cư bất hợp pháp. Hội đồng thành phố Hòn đảo Tây than phiền nhiều lần về lối bất tiện ra vào Hòn đảo Tây, họ cho rằng nó làm hại ngành du lịch quan trọng của các Hòn đảo. Thực sự Eastern Air Lines (Hãng hàng không Đông) có trung tâm ở Sân bay quốc tế Miami và nắm lấy cơ hội này: Eastern trở thành hãng duy nhất mà cung cấp đường máy bay đến Sân bay quốc tế Hòn đảo Tây, mong là người đi du lịch từ Hòn đảo Tây đến Miami sẽ muốn đi máy bay thay vì phải chờ cảnh sát kiểm soát xe của họ.
Tại vì chính phủ liên bang không nghe lời Hội đồng thành phố, và tòa án không chịu ra lệnh cấm chặn đường, Thị trưởng Dennis Wardlow và Hội đồng phản đối bằng cách tuyên bố "độc lập" của các Hòn đảo ngày 23 tháng 4 năm 1982. Theo Hội đồng, tại vì chính phủ liên bang hình như đã xây dựng trạm biên giới như thể các Hòn đảo là ngoại quốc, thì các Hòn đảo nên trở thành ngoại quốc. Vì nhiều dân địa phương được gọi là người Conch (ốc xà cừ), "nước" này lấy tên Cộng hòa Conch.
Trong cuộc biểu tình, Thị trưởng Wardlow được công bố là Thủ tướng của Cộng hòa, nước này tuyên bố chiến tranh chống Mỹ ngay. Để tượng trưng, họ bể một ở bánh mì Cuba cũ trên đầu đàn ông mặc quân phục Hải quân, vội vàng đầu hàng đàn ông đó sau một phút, và thỉnh cầu phân phối ngoại viện (foreign aid) bằng một tỷ Mỹ kim.
Cuộc ly khai giả và các sự kiện liên quan đưa hoàn cảnh các Hòn đảo ra công khai. Rào chắn và trạm kiểm soát được dời ngay sau các sự kiện này. Nó cũng có kết quả mang thêm người du lịch đến các Hòn đảo.